# Dobšiná
Dobšiná (Duits: Dobschau, Latijn: Dobsinium) is een Slowaakse stad (mesto) in de regio Košice. Ze maakt deel uit van het district Rožňava en telt 5685 inwoners.

## Ligging
Dobšiná is een oud mijnstadje gesitueerd in het Slowaaks Ertsgebergte, aan de oevers de rivier Sajó (ook Slaná genoemd). De stad ligt op een afstand van 26 km ten noordwesten van Rožňava en 45 km ten zuiden van Poprad.
Ze is in de Karpaten gelegen tussen de Revúca-hooglanden en het Volovec-gebergte (Slowaaks: "Volovské vrchy"). Ze ligt op een hoogte van 468 meter boven de zeespiegel, aan alle kanten ingesloten door bergen.
Gedurende 500 jaar was Dobšiná -binnen Hongarije- een klein maar welvarend mijndorp bevolkt door etnische Duitsers (Karpatenduitsers). Anno 2023 is het een stad met ongeveer 6.000 inwoners, het meest bekend om haar ijsgrot.

## Geschiedenis

### Ontstaan
Het oord werd gesticht omstreeks het begin van de 14e eeuw. Over de benaming ervan bestaat er geen eenduidigheid. De naam is wellicht afgeleid van de waterloop die in 1320 voor het eerst in historische bronnen werd genoemd als Dupsina fluvius. De naam van de stad wordt thans beschouwd als Slavisch.
Bij de lokale bevolking doet een legende de ronde dat de naam werd gegeven door de eerste kolonisten, met name de Duitse mijnwerkers. Deze zouden tijdens de bereiding van voedsel in een gemeenschappelijke pot overeengekomen zijn, dat het eerste woord uitgesproken tijdens het kookproces, de naam van de nederzetting zou worden.
Toen het water begon te borrelen, riep een passant: "I'm topf shaue!" (vertaald: "Kijk in de pot!"). Topf shaue (Topšaue) klinkt als de huidige Duitse aanduiding "Dobschau". Deze naam zou later geëvolueerd zijn naar Dobšiná...

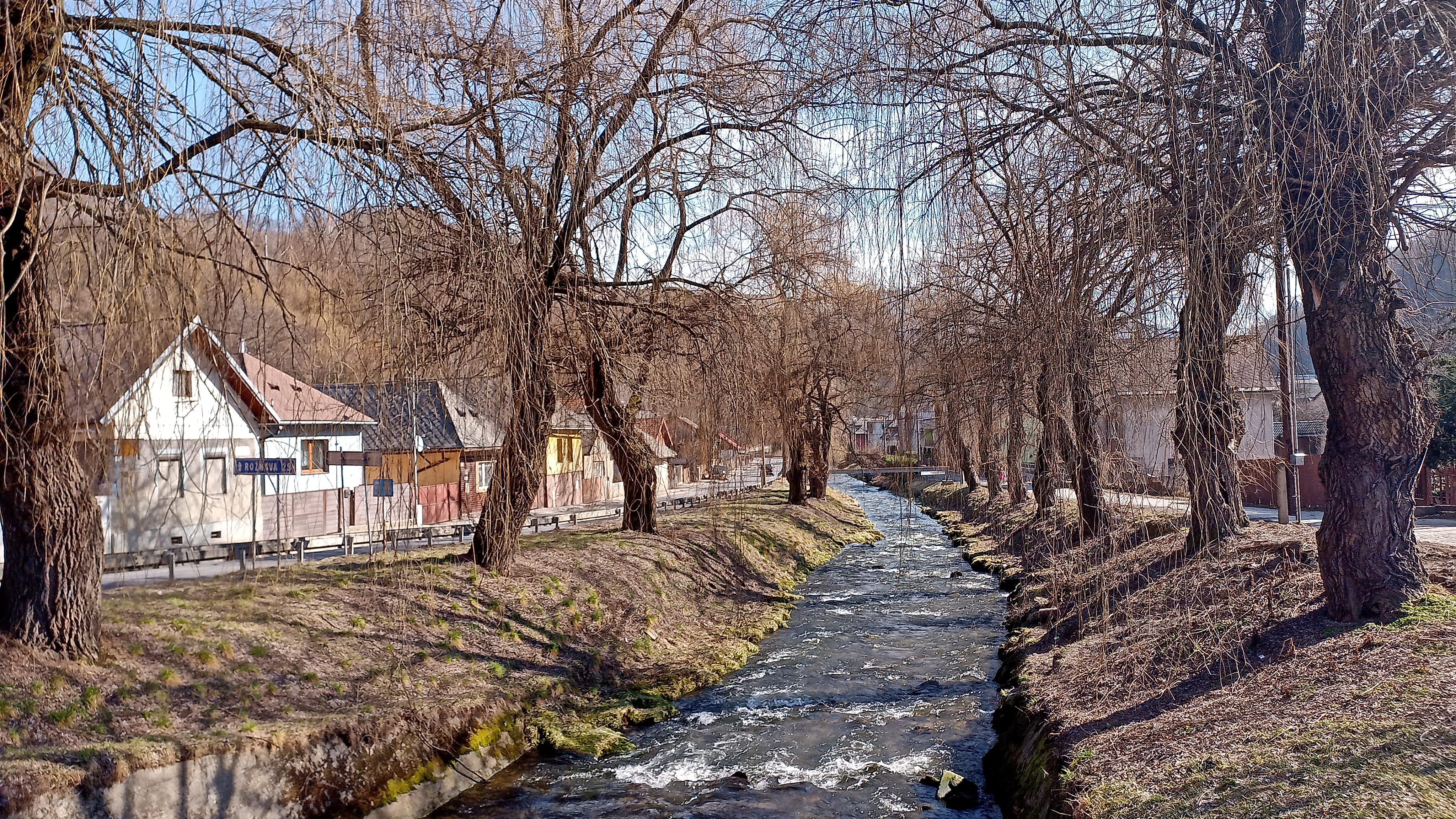
Dobsinsky-beek

De eerste schriftelijke verwijzing naar Dobšiná dateert uit 1326, toen de familie Bebek -die het omliggende stuk land sinds 1243 onder controle had- aan de erfelijke leenheer Mikuláš de opdracht gaf om Duitse immigranten (mijnwerkers) te vestigen. In ruil voor deze operatie zou hij een derde van de opbrengst van de lokale mijnen ontvangen.
Het oord ontstond aldus in 1326 en had een ontbossing aan beide zijden van de Dupsina fluvius tot gevolg. De Saksische mijnwerkers behoorden tot de etnische groep "Buliner". Ze behielden hun dialect en identiteit door de eeuwen heen. Volgens de overeenkomst die in 1326 voor het kapittel van Eger werd gesloten, kreeg de bevolking de beroemde "vrijheid van Korpona" om vrijelijk de mijnbouw uit te oefenen. De burgers van de nederzetting konden hun rechter en priester vrij kiezen. Onder de oudste Buliner-families noteert men: Stempel, Lux, Antony, Kaiser, Klein, Hankó, Krausz, Fischer, Pack, Gotthardt, Rachl, enz. In de tweede helft van de 14e eeuw verscheen de oude adellijke familie Szontagh in de plaatselijke geschiedenis.

### Stadsrechten
Dankzij de welvarende mijnbouw ontwikkelde de nederzetting zich geleidelijk tot een stad. Ze kreeg in 1417 van keizer Sigismund (°1368 - † 1437) stadsrechten evenals het "recht van het zwaard" en het "recht op kermis". Vanaf het einde van de 15e eeuw werd de plaats vermeld als civitas ("stad"). Mede dankzij de verkregen privileges kon ze verwoestende invallen het hoofd bieden.

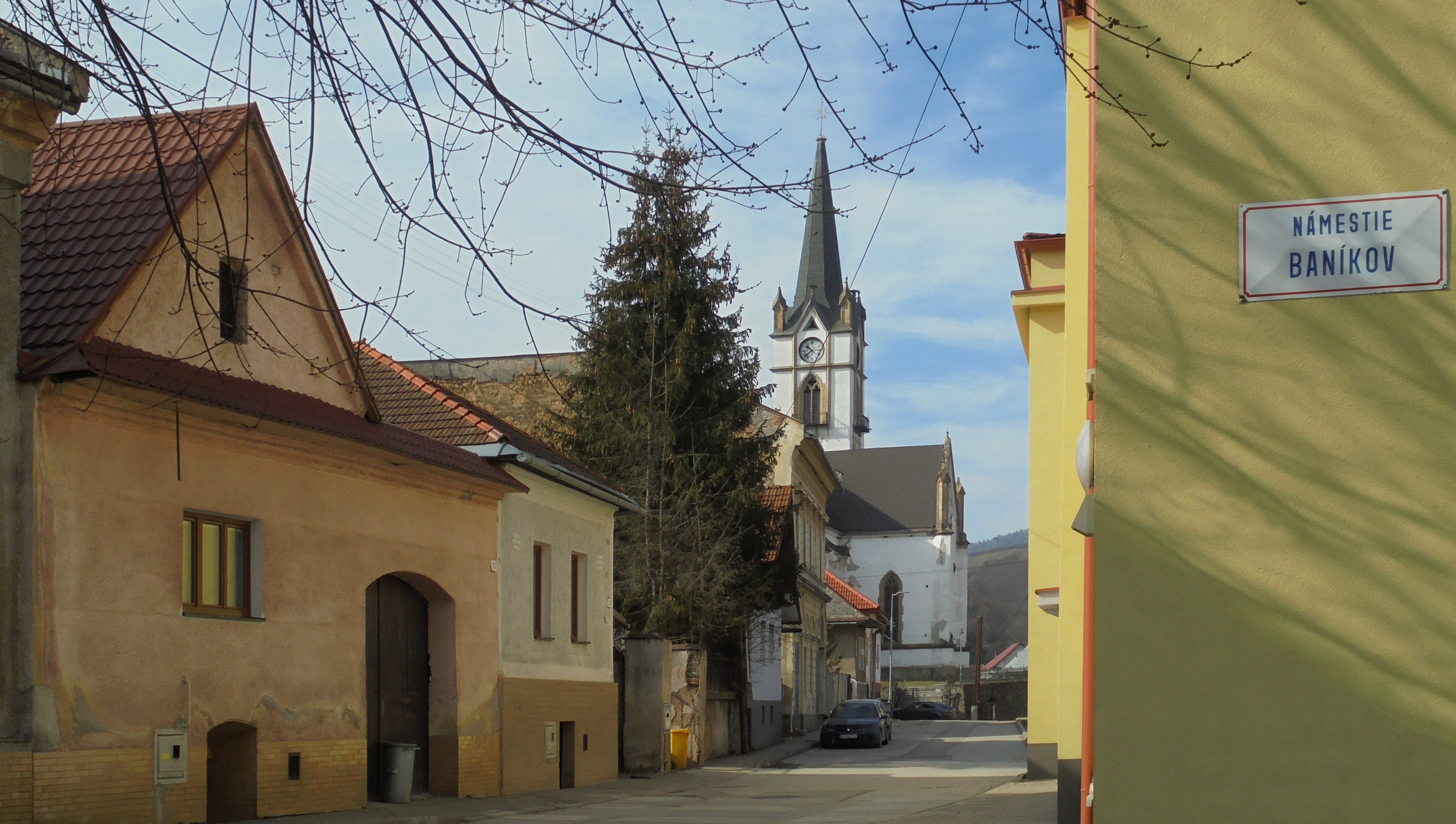
Op de achtergrond: de Evangelische Lutherse kerk

In de eerste helft van de 16e eeuw vond de Lutherse reformatie plaats.
In 1540 werd Dobšiná geplunderd door roversbaron Matej Bašo († ~1548) die kapitein was van het kasteel van Murán. De stad werd opnieuw geplunderd door Turken op 14 oktober 1584. Daarbij werden 352 bewoners in gevangenschap weggevoerd.
Hoewel Dobšiná tot het landgoed van het kasteel van Štítnik behoorde, waren de bewoners vrije burgers. De relatie met de landheer was zeer ontspannen nadat de familie Bebek uit Štítnik in 1594 was uitgestorven. Na de goedkeuring van het mijnbouwbesluit in 1723 werd de stad vrijgesteld van de mijnbouwbelasting aan de landheer, en genoot ze feitelijk de rechten van een vrije koningsstad. In 1756 bevestigde keizerin Maria Theresia voor Dobšina het recht op 4 jaarmarkten. Deze werden georganiseerd op 22 februari, 12 mei, 1 augustus en 8 december.

### Nijverheid
De stad speelde een belangrijke rol tijdens de anti-Habsburgse opstanden vermits ze voor de kuruc-rebellen hoogwaardige wapens produceerde. Tijdens de opstand van Frans II Rákóczi werden in Dobšina met name wapenateliers ingericht, waar men zwaarden, kanonkogels en geweerlopen vervaardigde. Na het sluiten van de Vrede van Szatmár in 1711 moesten deze werkplaatsen gesloopt worden. Sommige ateliers werden de basis voor de plaatselijke metallurgie- en ijzerindustrie. Volgens de overlevering bouwde de Saksische technicus Daniel Fischer hier in 1680 de eerste hoogoven. Pavol Láni (°ca. 1670 - † 1733) was een Hongaarse zakenman, advocaat, en regionaal ambtenaar, en sedert 1706 regionaal ijzerinspecteur van Frans II Rákóczi. Lání slaagde erin een vrij uitgebreide ijzerfabriek in Dobšina te bouwen. Tussen 1706 en 1716 liet hij zijn eigen smelterijen bouwen. Zeker is dat hij in de jaren 1720-1722 door Saksische experts een hoogoven naar Nederlands model liet bouwen in Hnilec (nabij Dobšinská Maša: ongeveer 3,5 kilometer noordelijk van Dobšiná). In 1755 begon men met de bouw van een tweede hoogoven in Vyšná Maša. Deze ovens werden meermaals vernieuwd en herbouwd. Ze verdwenen respectievelijk in 1906 en 1919.
De ijzersmelterijen hadden reeds vanaf 1633 een eigen gilde. In 1770 waren er vijftig ambachtelijke werkplaatsen in de stad. Een belangrijke grondstof voor de ijzersmelterijen was de houtskool die overvloedig ter beschikking was in de plaatselijke bossen. Ook de productie van houten goten was bekend. De bewoners verkochten deze voornamelijk in Rožňava.
Tussen 1686 en 1875 was er in Dobšina, in de Hottersgrund-vallei (ten oosten van de stad) een papierfabriek gesticht door Ján Cziese. De belangrijkste klant was een drukkerij in Debrecen.
Het belang van Dobšina was onder meer duidelijk door het bestaan van een "mijnrechtbank" die in 1789 werd opgeheven.

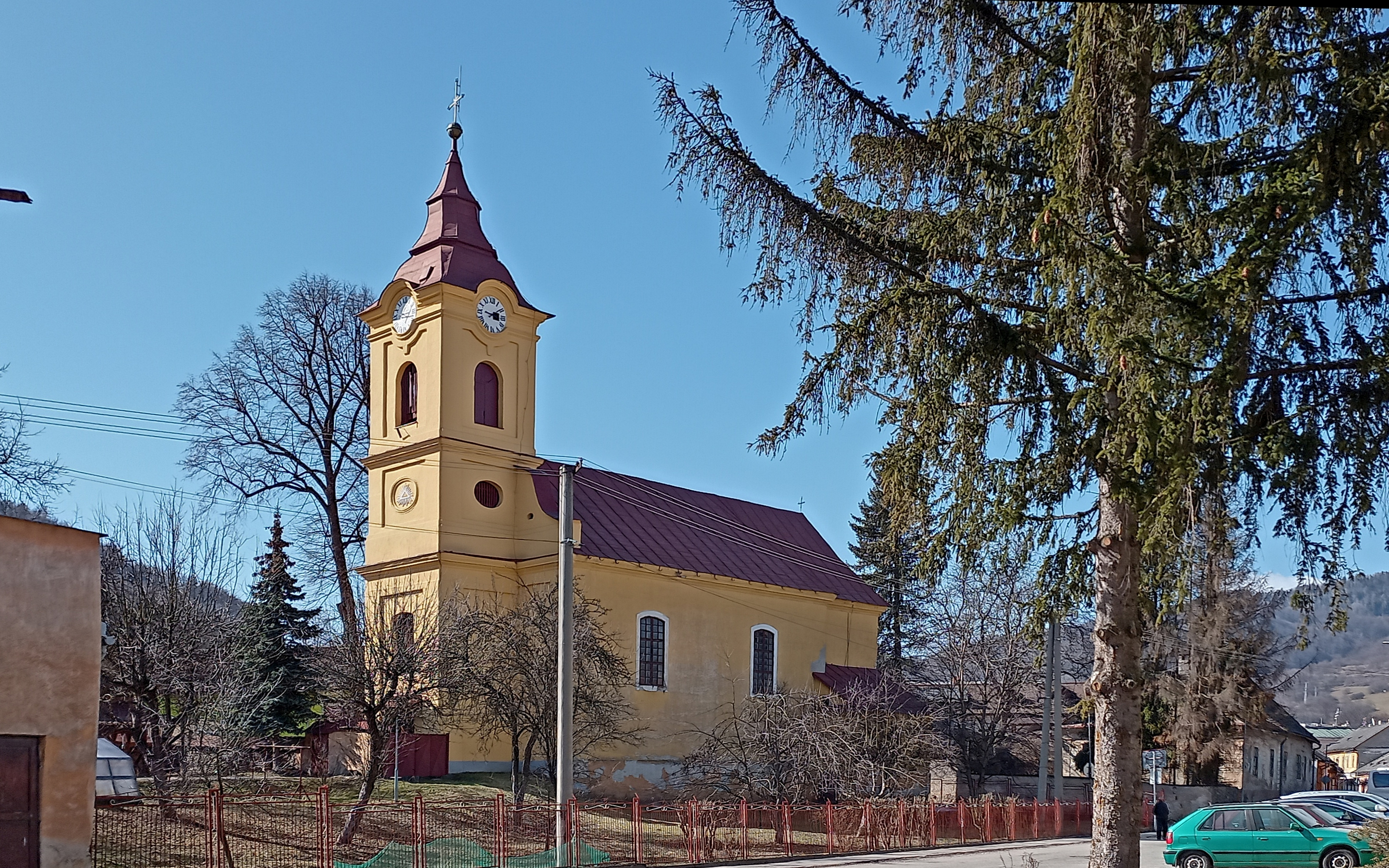
Sint-Franciscus Xaveriuskerk

Op religieus gebied kan vermeld worden dat in 1745 een houten katholieke kerk en pastorie werden gebouwd. In 1792 werd de huidige katholieke Sint-Franciscus Xaveriuskerk opgetrokken. Het oorspronkelijke houten gebouw werd op 19 juli 1855 verwoest door een enorme brand die een deel van de stad en ook het stadhuis verwoestte. In de jaren 1868-1869 liet de stad om die reden het huidige stadhuis bouwen.
De mijnbouw voor koper- en zilvererts bloeide vooral in de 16e tot 18e eeuw. Een korte heropleving vond plaats aan het begin van de 20e eeuw, toen in 1911 het bedrijf Dobšinské mediarne werd opgericht. De ontwikkeling van mijnen bereikte in de jaren 1760 en 1770 haar hoogtepunt door de winning van kobalt-nikkelerts. Deze producten werden in hoofdzaak geëxporteerd naar Engeland, en later ook naar Saksen. De winst van de kobaltmijnen stelde de stad in staat een genereus sociaal beleid te voeren. Ook werd kwik- en bismuterts gewonnen. Tegenwoordig wordt chrysoliet asbest -bekend sinds 1723- gewonnen uit de minerale grondstoffen.
De spoorlijn Rožňava-Dobšiná werd geopend in 1874 en verbond de stad per spoor met de rest van de regio. Omstreeks die tijd geraakte de mijnindustrie evenwel sterk in verval en de inwoners van de stad - vooral de Duitse mijnwerkers - begonnen in groten getale te emigreren om elders kansen te zoeken. Velen vertrokken naar de bloeiende kolensteden van de Verenigde Staten. Dobšiná verloor in deze periode ongeveer 1/3 van zijn bevolking en daalde tot 5.115 inwoners in 1900 en vervolgens 4.681 in 1930.
Na de achteruitgang van de mijnbouw en de metaalindustrie begon een belangrijke ontwikkeling van landbouw evenals schapen- en paardenfokkerij.

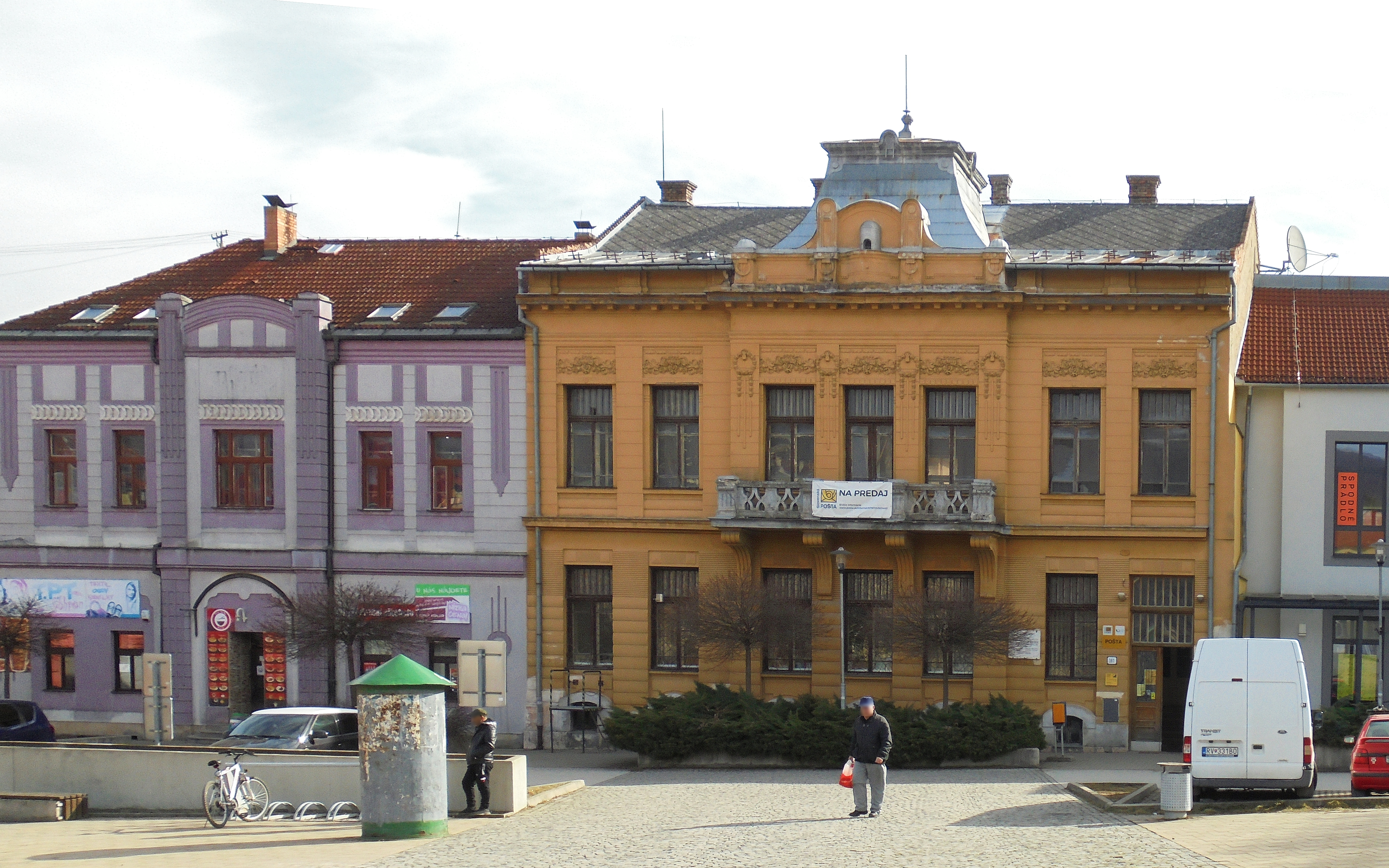
Postkantoor aan het Mijnwerkersplein: Námestie baníkov.

Samu Borovszky's (Karavukovo, Servië, °25 oktober 1860 - Boedapest, † 24 april 1912) schreef in zijn monografieënreeks over het comitaat Gömör és Kis-Hont: "Dobšiná is een stad met een georganiseerd bestuur in het noordoostelijke deel van het comitaat Gömör, in de romantische vallei van de Dobšiná-stroom, die zich uitstrekt van west naar oost... De hoogste bergen binnen de stadsgrenzen zijn Tresznyik (1398 m.), Felsőbükkös (1294 m.), Andreiszkó (1271 m.), Feketehegy (1149 m.), Golyóhegy (999 m.), Száraztetó (1044 m.), enz... Dobšiná heeft een gematigd en gezond klimaat. De winter is lang en streng, maar de hoge bergen breken de kracht van de wind en stormen. De puntige en steenachtige grond bestaat grotendeels uit lagen kalksteen, leisteen en klei en levert pas na de grootste ijver en arbeid, datgene wat de boer nodig heeft. De teelt staat op een laag pitje in Dobšiná en een zeer klein deel van de bevolking houdt zich ermee bezig, terwijl veeteelt en bijenteelt als winstgevende bezigheden in opkomst zijn. Toen de mijnbouw- en smeltindustrie floreerde in Dobšiná, was de meerderheid van de bevolking daar werkzaam; nu echter twee van de smelterijen van de stad hun fabriek hebben gesloten vanwege de stagnatie van de ijzerindustrie, zijn de meeste arbeiders ontslagen. Ook is het aantal mijnwerkers afgenomen en tegenwoordig zijn er maar weinig mensen in deze industrie werkzaam. Een klein deel van de bevolking houdt zich bezig met landbouw, veeteelt, houttransport en houtkap, en een klein deel is werkzaam in de twee plaatselijke zagerijen, in de slotenmakers- en timmerwerkplaatsen en in de vijl- en snijfabrieken. Als gevolg van de stagnatie en achteruitgang van de mijn- en smeltindustrie en vooral van de ijzerindustrie, wordt de arbeidersklasse van de stad Dobšiná gedwongen massaal het voorouderlijk thuisland te verlaten en dagelijks brood te zoeken voor zichzelf en de families ver weg, meestal in Amerika; en de welvaart en rijkdom van de stad begint langzaam af te nemen."...
In de periode van 1867 tot 1918 leverde de Hongaarse regering inspanningen om de verschillende niet-Hongaarse culturen binnen het rijk te assimileren. Gedurende deze tijdspanne bleef nochtans Dobšiná's status als Duitse enclave overeind. De blijvende erfenis van het Duitse erfgoed en zeden werd duidelijk tijdens een festival in 1927 om het 600-jarig bestaan van de stad te vieren: de ceremonie werd zowel in het Duits als in het Hongaars gehouden, aangezien de Duitse taal toen nog steeds door een meerderheid van de inwoners werd gesproken.

### Oorlogen
Op het slagveld van WO I verloor een groot aantal inwoners van Dobšiná het leven. In 1934 werd voor de overledenen een monument onthuld.
In de periode vóór het Verdrag van München (september 1938) was er een aanhoudende stagnatie in de mijnen van Dobšiná. De chronische werkloosheid leidde tot sociale onrust.
In die episode waren er in de stad slechts vier ondernemigen met meer dan 20 werknemers.
Toen de Tweede Wereldoorlog uitbrak, werd een groot deel van de etnisch Duitse bevolking van Tsjecho-Slowakije verbannen en met geweld het land uitgezet, als antwoord op de Duitse vijandelijkheden ten overstaan van Tsjecho-Slowakije. Dit impliceerde verwoestende gevolgen voor de resterende bevolking van Dobšiná die aanvankelijk voor een groot deel uit etnische Duitsers (Karpatenduitsers) bestond.

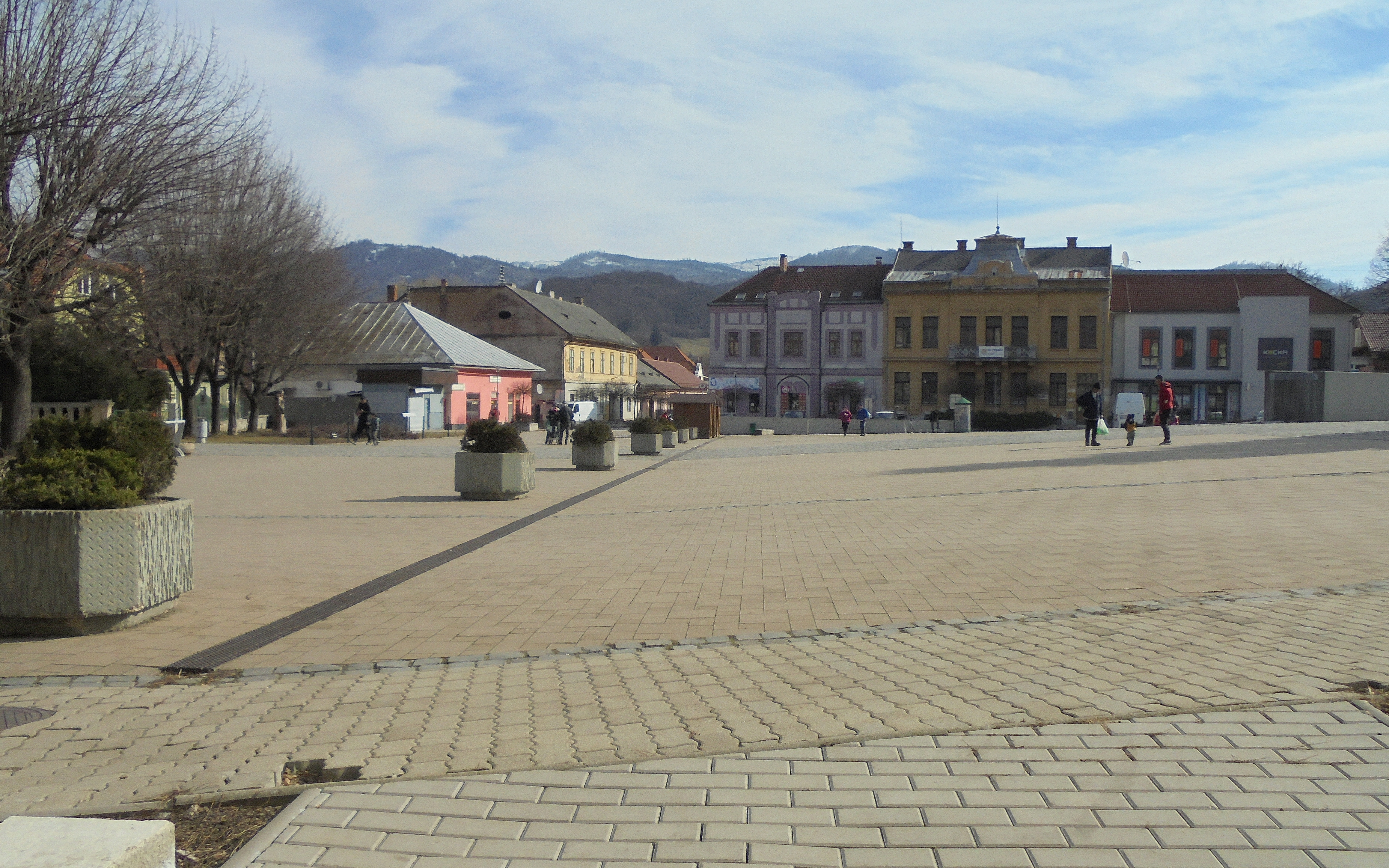
Mijnwerkersplein (Námestie baníkov) anno 2023.

Tijdens de Slowaakse Nationale Opstand (augustus-oktober 1944) opereerde in Dobšiná het "revolutionaire nationale districtscomité" onder voorzitterschap van Karol Rusňák. Het hoofdkwartier van het 12e en het 15e bataljon van de 2e tactische groep van het rebellenleger bevond zich hier.
Op 20 december 1944 werd Karol Adlor (Kolta, °20 maart 1910 - Dobšina, † 20 december 1944) -commandant van de partizanengroep Petöfi Sándor- in Dobšina op het stadsplein geëxecuteerd. Op de tiende verjaardag van zijn overlijden werd aan de gevel van het postkantoor een herdenkingsplaat voor die gebeurtenis aangebracht.
Zowat een maand later, op 27 januari 1945, werd de stad door de soldaten van het 4e Roemeense leger van onder leiding van generaal Dascalesca bevrijd. Aan de gevel van het stadhuis hangt een herdenkingsplaat als dankbetuiging aan de bevrijders.

### Přerov-tragedie
In december 1944 werden een aantal inwoners van etnisch Duitse afkomst op bevel overgebracht naar Noordwest-Bohemen.
Toen dezen op het einde van de Tweede Wereldoorlog naar Tsjecho-Slowakije poogden terug te gaan, werden velen van hen vermoord. Een van de meest gruwelijke voorbeelden was het bloedbad in Přerov tijdens de nacht van 18 op 19 juni 1945, toen treinen met terugkerende inwoners werden tegengehouden in de Moravische stad Přerov. Dit gebeurde door een actie van de Tsjecho-Slowaakse inlichtingendienst onder bevel van Karol Pazúr (Krompachy °26 februari 1917 - Banská Bystrica † 25 april 1976) die zelf een inwoner van Dobšiná was. Op zijn bevel werden 71 mannen, 120 vrouwen en 74 onschuldige kinderen neergeschoten, waaronder 121 inwoners van Dobšiná. De Duitse bevolking van Dobšiná herstelde niet van dit bloedbad en haar aandeel in Dobšiná bereikte nooit meer het vorige niveau. Slowaken uit andere delen van Tsjecho-Slowakije werden later in de leegstaande huizen van de vermoorde Duitsers ondergebracht.

### Actueel
Anno 2023 is Dobšiná een kleine stad met ongeveer 5.600 inwoners en een groot potentieel in de toeristische sector. Veel inwoners hebben nog steeds Duitse familienamen en hun afkomst kan gedeeltelijk getraceerd worden tot de oorspronkelijke Duitse kolonisten uit de 14e eeuw, maar het merendeel van deze burgers identificeert zich als hebbende een Slavische afkomst in plaats van Duitse afkomst.

## Bevolking

### Nationaliteit en religie

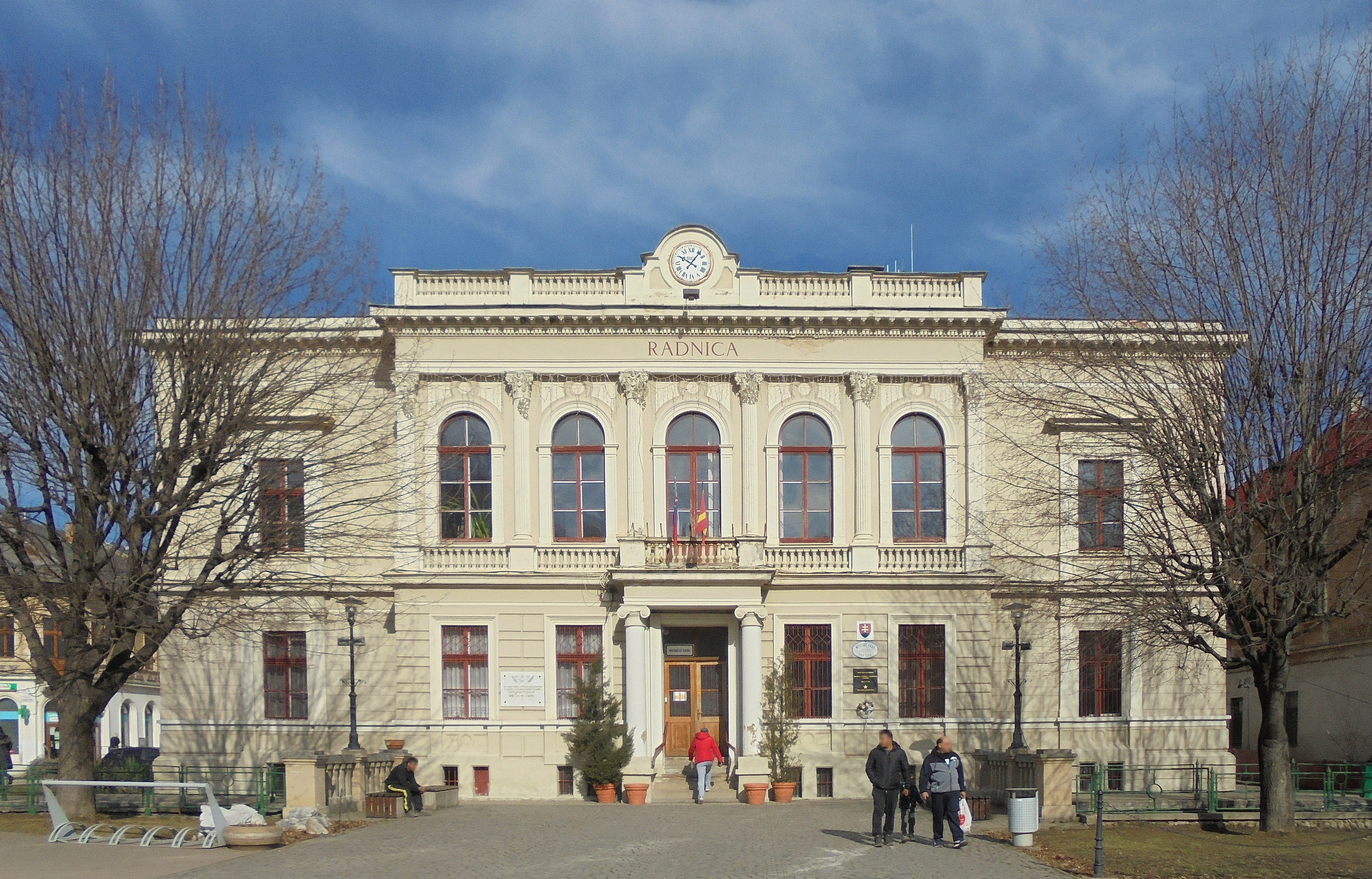
Stadhuis gebouwd in 1870

| Jaar | Aantal inwoners | Nationaliteit                                                              | Religie |
| ---- | --------------- | -------------------------------------------------------------------------- | --- |
| 1880 | 5.592           | • Slowaken: 1.273 • Duitsers: 3.961 • Hongaren: 358                        | |
| 1890 | 4.643           | • Slowaken: 1.252 • Duitsers: 3.056 • Hongaren: 335                        | |
| 1900 | 5.115           | • Slowaken: 1.509 • Duitsers: 2.860 • Hongaren: 746                        | |
| 1910 | 5.029           | • Slowaken: 1.503 • Duitsers: 1.688 • Hongaren: 1.739                      | |
| 1921 | 4.622           | • Slowaken: 2.255 • Hongaren: 353                                          | |
| 1930 | 4.681           | • Slowaken: 62,79 % • Duitsers: 27,58 % • Hongaren: 5,28 %                 | • Rooms-katholiek: 49,54 % • Evangelische Kerk: 42,94 % • Joodse godsdienst: 3,80 % • Grieks-katholiek: 1,88 % • Calvinistisch: 1,17 % • Andere: 0,67 % |
| 1991 | 4.569           | • Slowaken: 90,50 % • Roma: 7,94 % • Anderen: 1,56 %                       | • Rooms-katholiek: 23,22 % • Evangelische Kerk: 12,28 % • Andere: 37,63 % • Zonder religie: 27,14 %                                                     |
| 2001 | 4.896           | • Slowaken: 88,58 % • Roma: 9,01 % • Anderen: 2,41 %                       | • Rooms-katholiek: 35,23 % • Evangelische Kerk: 24,78 % • Jehova: 1,08 % • Andere: 5,33 % • Zonder religie: 33,58 %                                     |
| 2011 | 5.685           | • Slowaken: 4.083 = 71,82 % • Roma: 613 = 10,78 % • Anderen: 963 = 16,94 % | • Rooms-katholiek: 1.595 = 28,06 % • Evangelische Kerk: 1.126 = 19,81% • Andere: 21,19 % • Zonder religie: 1.759 = 30,94 %                              |

### Taal
| Jaar | Aantal inwoners | Taal                                                                          |
| ---- | --------------- | ----------------------------------------------------------------------------- |
| 2011 | 5.685           | • Slowaaks: 4.514 = 79,40 % • Roma: 105 = 1,85 % • Onbepaald: 1.023 = 17,99 % |

## Openbaar vervoer

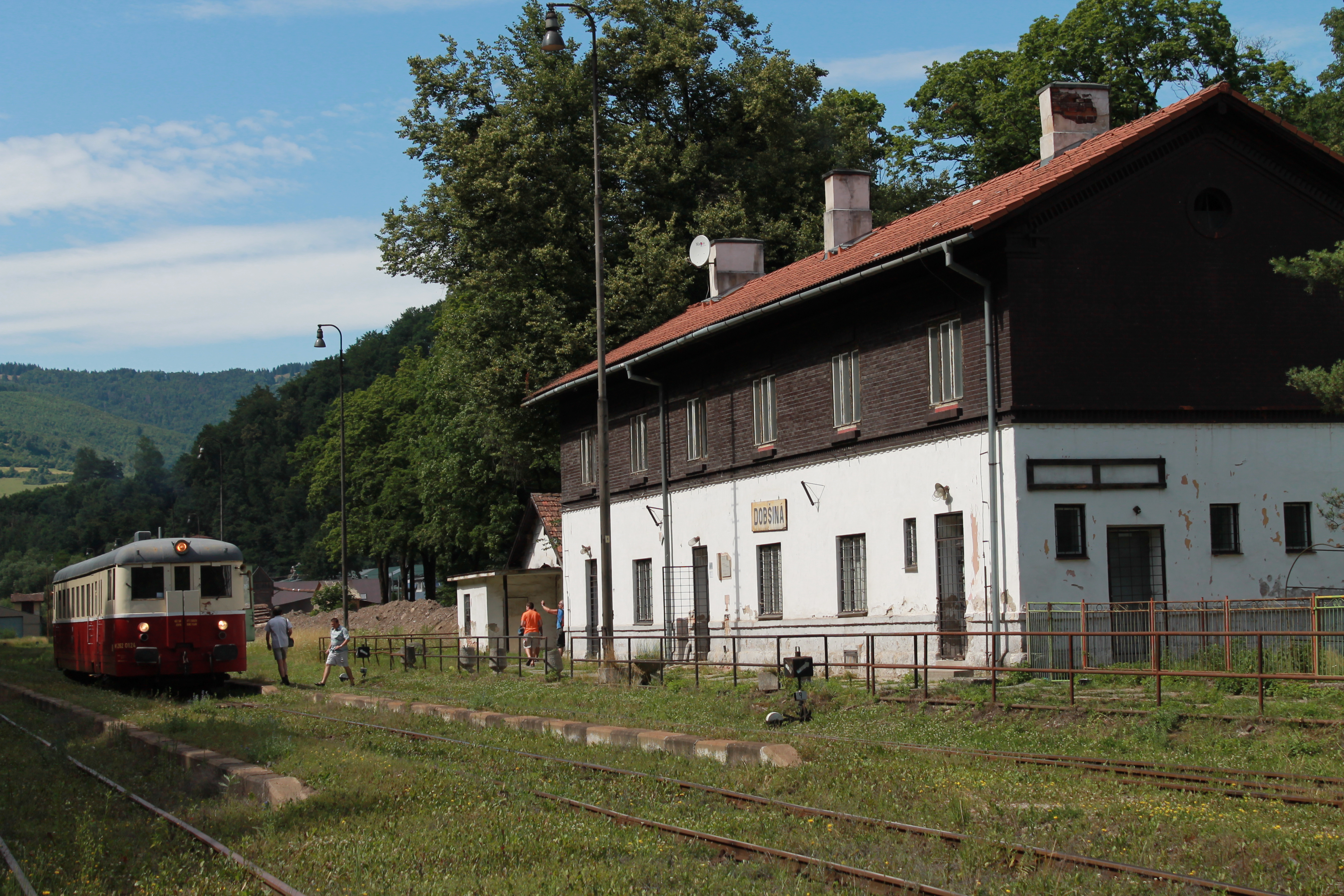
Station Dobšiná.

### Treinen
- Het spoorwegstation van Dobšiná is gelegen in het zuiden van de stad, nabij de Železničná ulica. Het is sedert 1874 via spoorlijn 167 verbonden met station Rožňava. Dit laatste ligt in zuidelijke richting, op een afstand van 26 kilometer, maar anno 2023 rijden er alleen goederentreinen op deze lijn. Voor de verbinding naar Rožňava zijn de reizigers aangewezen op de openbare autobusdienst.
- Ten noorden van Dobšiná liggen twee spoorwegstations:
  - Dedinky, op een afstand van 11 kilometer,
  - Mlynky, op een afstand van 13 kilometer.

In beide stations zijn er (mits overstap) verbindingen naar onder meer Košice en Bratislava.

### Autobus
Een openbare autobus verbindt Dobšiná met het autobusstation in Rožňava.

## Bezienswaardigheden
- De Evangelische Kerk (adres: Cintorínska, Dobšiná) is een éénbeukig gotisch gebouw met een veelhoekig uiteinde aan het hoogkoor. De kerk heeft een transept en een toren die vermoedelijk dateert uit de tweede helft van de 15e eeuw. De kerk staat op de plaats van de oudere kapel van St. Valentijnsdag uit de eerste helft van de 14e eeuw. Het gebouw onderging wijzigingen in 1641 en 1727 toen het werd uitgebreid. In 1855 werd de kerk getroffen door een hevige brand met als gevolg dat ze volledig moest herbouwd worden. De neogotische reconstructie kwam tot stand in 1891 naar het project van architect K. Benko. Het interieur werd aangevuld met schilderwerk van W. Wolfram. In 2002 ontdekte men tijdens een onderzoek fragmenten van middeleeuws schilderwerk evenals enkele fresco's. In de kerk zijn er grote dichtgemetselde gotische ramen. Er is een laatbarokke doopkapel, een neogotisch orgel en een altaar met een schilderij van "Christus de Verlosser" door Teodor Boemm. In de sacristie is een gedenkplaat aangebracht ter herdenking van de stadsbrand die veroorzaakt werd door de Turken in 1584. De gevels van het gebouw worden gekenmerkt door steunpilaren en neogotische ramen met bogen en maaswerk. Aan de toren ziet men stenen lijstwerk, kroonlijsten en een helmvormige torenspits.
- De Rooms-katholieke kerk van Sint-Franciscus Xaverius is een éénbeukig barok gebouw met een segmentvormig uiteinde van het hoogkoor en een toren uit 1792. Deze kerk staat op de plaats van een oudere houten kerk uit 1746 en onderging wijzigingen in 1892 en 1960. Het interieur bevat een laatbarok altaar vervaardigd omstreeks het einde der 18e eeuw en een schilderij van J Ádám uit 1907. De gevels van het bouwwerk zijn glad met segmentvensters. De toren is afgewerkt met een spits en is versterkt door muurpijlers. Hij eindigt met een kroonlijst met klok, inclusief wijzerplaat.

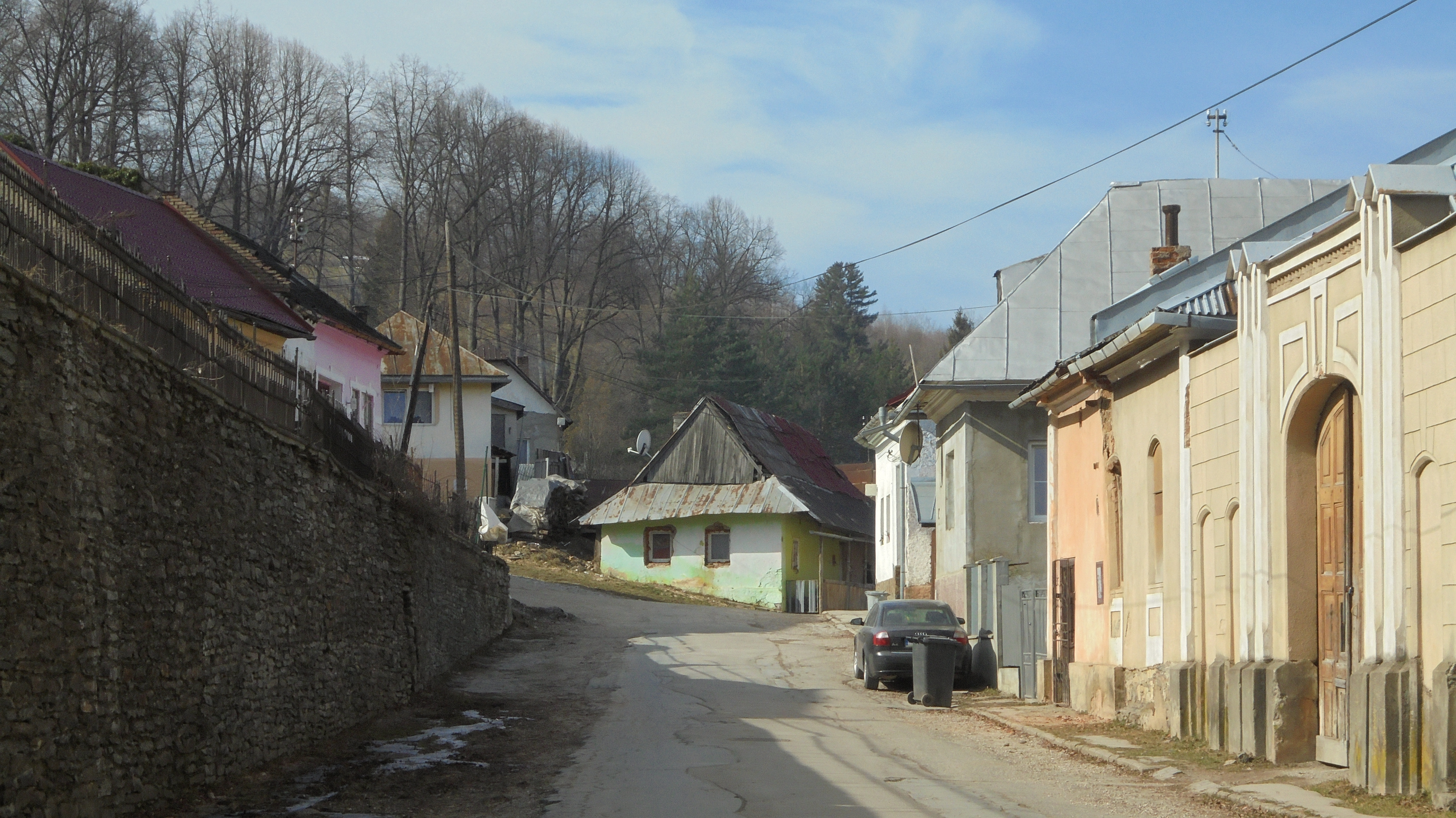
Eeuwenoude huizen aan de voet van de berg.

- In de historische binnenstad ziet men eeuwenoude woningen in classicistische stijl.
- Het stadhuis met twee verdiepingen is in neorenaissancestijl gebouwd in 1870. De gevel wordt gedomineerd door een risaliet, halfronde ramen met afschuiningen en een zolder.
- Het gymnasium bestaat uit twee verdiepingen, gebouwd in 1875. De gevel wordt gedomineerd door drie risalieten met armatuur geflankeerd door pilasters. De ramen hebben afschuiningen en driehoekige frontons.
- De villa van Eugen Ruffínyi[3]: een gebouw met één verdieping, in 1871 opgetrokken in neo-renaissancestijl. De gevel van de villa wordt gedomineerd door een centrale risaliet, afgewerkt met een driehoekige topgevel met een timpaan. De vensters hebben de vorm van een aedicula met pilasters en een fronton met fries. Het gebouw verkeert anno 2023 in een staat van verval.
- De Dobšinská-ijsgrot, ontdekt in 1870. Ze staat vermeld op de UNESCO-Werelderfgoedlijst als onderdeel van de grotten van de Aggtelek Karst en Slowaakse Karst.

## Bekende burgers

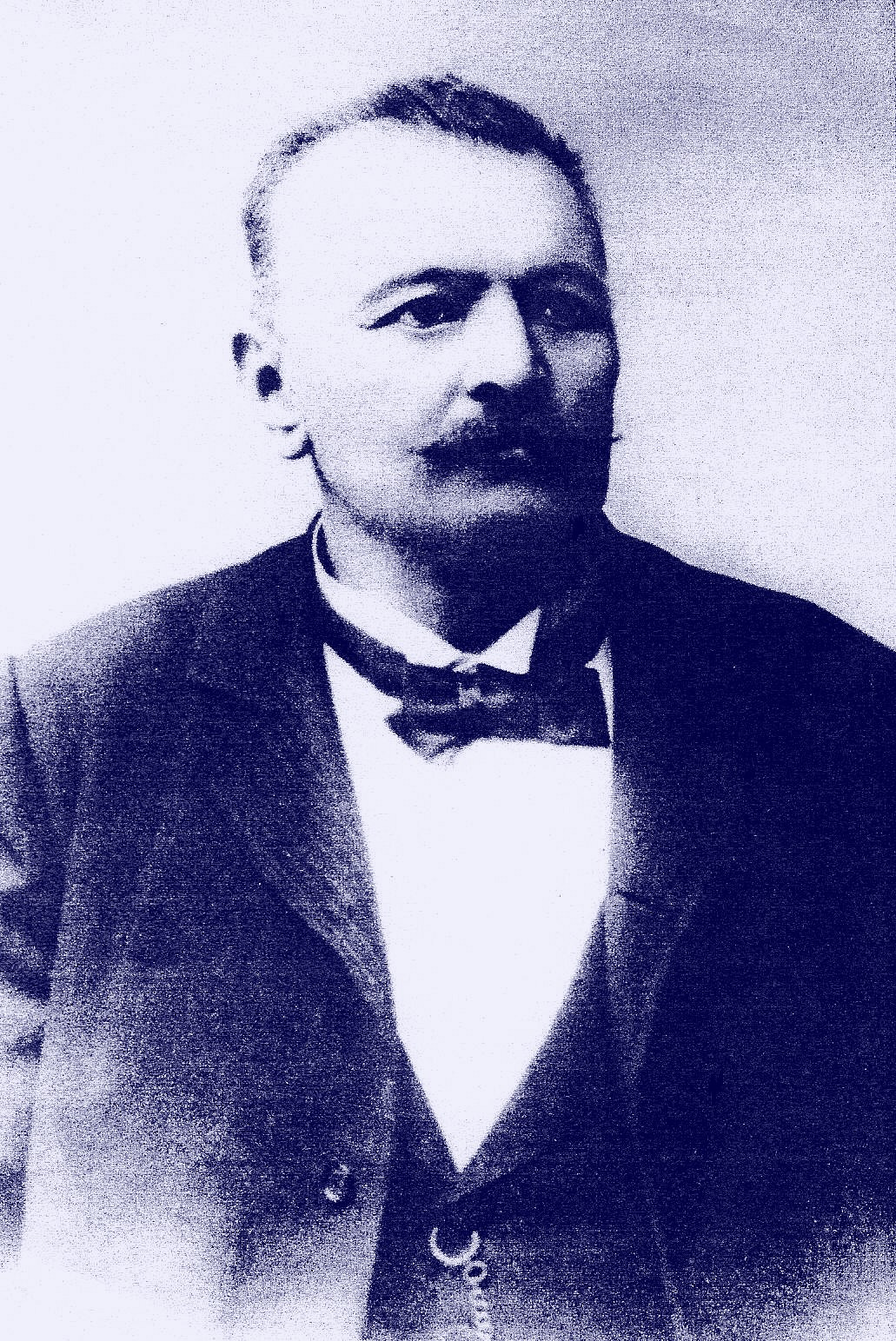
Eugen Ruffínyi, ontdekker van de Dobšinská-ijsgrot.

### Geboren
- Pál Szontágh (°26 april 1821 – Budapest † 10 februari 1911), kopersmid, politicus, parlementslid en leider van de Lutherse kerk
- Ábrahám Szontagh (°16 januari 1830 - Boedapest † 21 maart 1902), geneesheer, homeopathisch practicus
- Eugen Ruffínyi (°1846 - † 1924), mijningenieur en speleoloog, ontdekker van de Dobšinská-ijsgrot
- Ottó Sztehlo (°10 december 1850 - Boedapest † 19 juni 1923), architect
- Gyula Szojka (°5 februari 1857 - Debrecen † 5 januari 1918), leraar aan de handelsacademie
- Mátyás Szlávik (°22 oktober 1860 - Rákosszentmihály, Boedapest † 3 december 1937), doctor in de geesteswetenschappen, filosoof, lutherse theologieleraar
- Gustav Melczer (°31 augustus 1869 – Comitaat Gömör és Kis-Hont † 3 oktober 1907), mineraloog en kristallograaf
- Andrej Reiprich (°1912 – † 2002), Slowaakse entomoloog

### Ingezeten
- Mihály Pákh (Dobšiná °8 oktober 1795 - Dobšiná 24 december 1859), Lutherse verantwoordelijke
- Gyula Lux (°20 april 1884 - Boedapest 5 november 1957), leraar, taalkundige

### Werkten hier

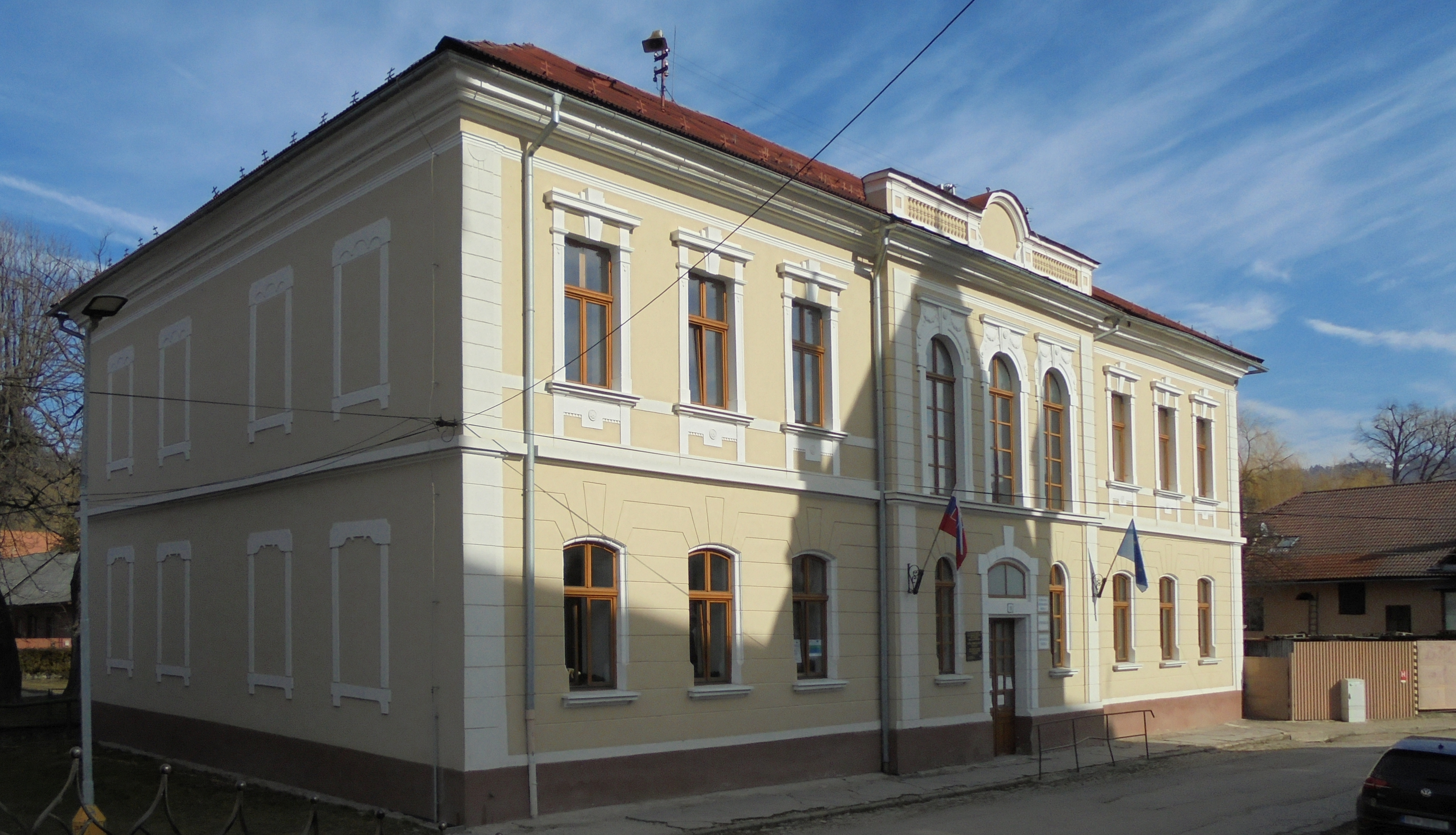
School tegenover de Evangelische kerk, waar Pavol Jozef Šafárik van 1808 tot 1810 studeerde.

- Ladislav Bohuslav Bartholomeides (°1754 - † 1825), wetenschappelijk en nationaal studiewerker, opvoeder, historicus, leraar, geograaf, theoloog, evangelisch priester, zoöloog en entomoloog
- Juraj Palkovič (°1769 – † 1850), dichter, journalist, vertaler, pedagoog, professor aan het Evangelisch Lyceum van Bratislava
- Pavol Jozef Šafárik (°1795 - † 1861), dichter, historicus, etnograaf, universiteitsprofessor
- Karol Kuzmány (°1806 - † 1866), schrijver, journalist
- Münnich Adolf (Spišská Nová Ves °21 mei 1821 - Spišská Nová Ves † 5 februari 1899), mijningenieur, mijndirecteur
- Karol Adler (°1910 - † 1944), antifascistische strijder en partizanencommandant
- Ján Hanzel (°1935), architect

### Studeerden hier
- Juraj Palkovič (van 1784 tot 1786)
- Pavol Jozef Šafárik (van 1808 tot 1810)
- Karol Kuzmány (van 1817 tot 1820)
- László Bartholomaeides (Klenovec, °16 november 1754 - Ochtiná, † 18 april 1825), Luthers dominee
- Mihály Forgon (Gemerské Michalovce, °16 oktober 1885 - Tarnów, † 9 oktober 1914), genealoog, historicus en advocaat

## Partnersteden
- Šternberk, Tsjechië sins 1997
- Teistungen, Duitsland sinds 1999
- Sajószentpéter, Hongarije sinds 2000
- Kobiór, Polen sinds 2007
- Rudabánya, Hongarije sinds 2011